# Refugiehuis van de Teutoonse Orde

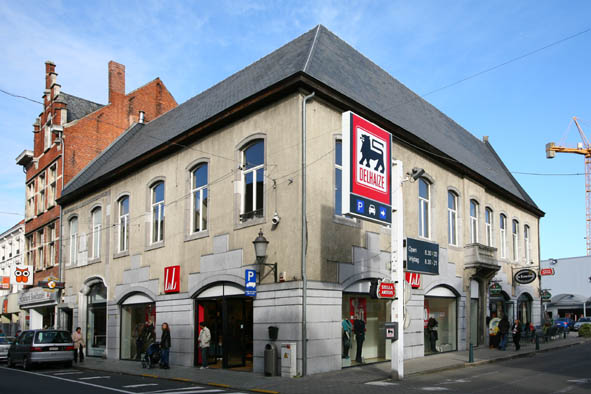
Refugiehuis van de Teutoonse Orde

Het Refugiehuis van de Teutoonse Orde is een gebouw in de Vlaams-Brabantse stad Diest, gelegen aan de Hasseltsestraat 14 en 14A.
De Commanderij Bekkevoort had al in de 16e eeuw een refugiehuis in Diest. Dit verhuisde meerdere malen. Uiteindelijk vestigden de Teutoonse ridders zich de Hasseltsestraat, waar in 1740 een herbouw plaatsvond waarbij een nieuwe kapel en andere gebouwen werden opgericht.
Het pand is uitgevoerd in sobere classicistische stijl met onder meer steekboogvensters. In de 19e en 20e eeuw werd het nog aanzienlijk gewijzigd.